# 张苇村

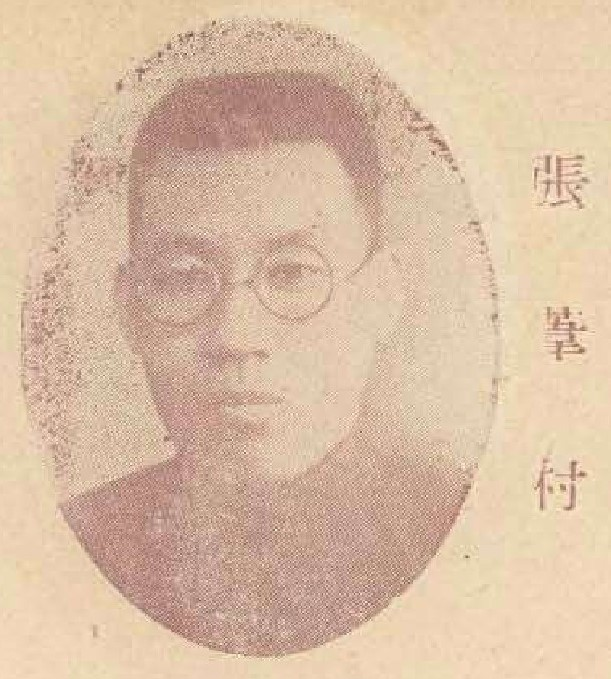
張葦村

张苇村（1896年—1935年），山东郯城人，中华民国政治人物，曾任中国国民党第一届中央执行委员会候补执行委员。